# Hugo Louran
Hugo Louran (* 27. Februar 1865; † 1931) war ein deutscher Vizeadmiral der Kaiserlichen Marine.

## Leben
Hugo Louran trat im April 1882 in die Kaiserliche Marine ein. Zum 21. März 1893 kam er als Leutnant zur See als Adjutant zur II. Matrosendivision und ging dann Mitte August des gleichen Jahres auf die König Wilhelm. Ein Jahr später kam er von hier auf die Wörth. Später wurde er Flaggleutnant des II. Geschwaders. 1899/1900 war er Kompanieführer bei der Matrosenartillerie und wurde Adjutant bei der Artillerie-Inspektion.
Von Februar 1901 bis November 1901 war er als Kapitänleutnant Kommandant der Wolf, welche auf der westafrikanischen Station eingesetzt war.
Als Korvettenkapitän übernahm er im September 1905 die Ägir und wurde in dieser Position Fregattenkapitän. Im September 1906 gab er das Kommando ab. Er wurde im April 1907 Kommandant des Schulschiffs Moltke. Am 2. November 1907 erhielt er die Beförderung zum Kapitän zur See. Anschließend war er von der erneuten Indienststellung am 7. April 1908 bis 31. März 1909 Kommandant der Hertha. Als Kommandant der Hertha war er Anfang 1909 bei den Hilfeleistungen nach einem Erdbeben vor Messina eingebunden. So überführte das Schiff bereits am 1. Januar 1909 120 Schwerverletzte nach Neapel und die Besatzung half anschließend bei der Bergung Verschütteter.
Von Oktober 1909 bis Februar 1911 war er Kommandant der Schlesien. 1911 erhielt er bei der Marinestation der Nordsee den Charakter als Konteradmiral verliehen und schied im gleichen Jahr aus dem aktiven Seeoffizierkorps aus.
Anschließend wurde er Reichskommissar beim Seeamt in Hamburg. Von Oktober 1914 bis Mai 1918 war er ab 27. Januar 1916 Konteradmiral, Hafenkommandant von Antwerpen und Kommandant der Befestigung an der Scheldemündung.
Am 28. Januar 1921 erhielt er den Charakter als Vizeadmiral verliehen.